# Столяров, Николай Георгиевич
Никола́й Гео́ргиевич Столяро́в (22 мая 1922 года — 23 февраля 1993 года) — советский лётчик, дважды Герой Советского Союза.

## Биография
Родился 22 мая 1922 года в столице Татарской АССР городе Казани в семье рабочего. По национальности — русский.
Окончил 10 классов и Казанский аэроклуб ОСОАВИАХИМа. В Красной Армии с 1941 года. В том же году окончил Свердловскую военно-авиационную школу.

### Период Великой Отечественной войны
Во время Великой Отечественной войны в действующей армии с декабря 1942 года. Был лётчиком штурмового авиаполка, затем командиром звена 667-го штурмового авиаполка (292-я штурмовая авиадивизия, 1-й штурмовой авиакорпус, 5-я воздушная армия, 2-й Украинский фронт). Член ВКП(б)/КПСС с 1944 года. 
К январю 1944 года лейтенант Столяров Н. Г. совершил 96 боевых вылетов, нанеся противнику большой урон в живой силе и боевой технике. В групповых воздушных боях уничтожил 6 самолётов противника.
В 1944 — 1945 годах Н. Г. Столяров — заместитель командира и командир авиаэскадрильи, штурман 141-го гвардейского штурмового авиаполка (9-я гвардейская штурмовая авиадивизия, 1-й гвардейский штурмовой авиакорпус, 2-я воздушная армия, 1-й Украинский фронт).
К апрелю 1945 года гвардии капитан Столяров Н. Г. совершил 185 боевых вылетов на штурмовку объектов противника.
Всего за годы войны, участвуя в боях на Калининском, Воронежском, Степном, 2-м и 1-м Украинском фронтах, Н. Г. Столяров совершил свыше 180 успешных боевых вылетов, сбил 8 вражеских самолётов.

### После войны
В 1946 году окончил Полтавскую высшую офицерскую школу штурманов, в 1954 году — Военно-воздушную академию. Был штурманом и заместителем командира авиационного полка. С 1956 года подполковник Столяров Н. Г. — в запасе. В 1975 году ему присвоено воинское звание полковник. 
Жил в Москве, где и скончался 23 февраля 1993 года. Похоронен в Москве на Троекуровском кладбище.

## Память

бюст Столярова в Казани

- Бронзовый бюст дважды Героя Советского Союза Н. Г. Столярова, работы советского скульптора Веры Мухиной, установлен в 1953 году на его родине — в городе Казани, в сквере на улице Клары Цеткин.
- Мемориальная доска в память о Столярове установлена Российским военно-историческим обществом на здании школы № 1 в Казани, где он учился.

## Награды
- Указом Президиума Верховного Совета СССР от 1 июля 1944 года за боевые подвиги, мужество и героизм, проявленные в воздушных боях с авиацией противника, успешные штурмовые удары по противнику во время Курской битвы, при форсировании Днепра, освобождении Полтавы, Кременчуга и Кировограда Столярову Николаю Георгиевичу присвоено звание Героя Советского Союза с вручением ордена Ленина и медали «Золотая Звезда» (№ 1979).
- Указом Президиума Верховного Совета СССР от 27 июня 1945 года за новые боевые подвиги, отличия при выполнении боевых задач в Корсунь-Шевченковской, Львовско-Сандомирской, Берлинской и Пражской операциях, отвагу и самоотверженность Столяров Николай Георгиевич награждён второй медалью «Золотая Звезда».

Награждён:
- двумя орденами Красного Знамени (1943, 1944);
- орденом Александра Невского (1945);
- двумя орденами Отечественной войны 1-й степени (1943, 1985);
- орденом Отечественной войны 2-й степени (1944);
- медалями.

## Известные адреса
- Казань, Лебяжья улица, дом 16.[4]